# Joseph Pletinckx
Joseph Plentinex (13 de junio de 1888-1971) fue un jugador belga de waterpolo.

## Biografía
Practicó las dos disciplinas: natación y waterpolo. En 1926 pasó a ser entrenador de waterpolo.

## Títulos
Como jugador de waterpolo en club
- 13 títulos de liga nacional de Bélgica

Como jugador de waterpolo de la selección de Bélgica
- Oro en el europeo de waterpolo de 1926
- Plata en los juegos olímpicos de 1924
- Plata en los juegos olímpicos de 1920
- Bronce en los juegos olímpicos de Estocolmo 1912
- Plata en los juegos olímpicos de Londres 1908

Como nadador
- 13 títulos de campeón de Bélgica en las disciplinas de 400 m, 500m, 1000m y 1200m libres.